# El Cosaco Verde
El Cosaco Verde fue una serie de cuadernos de aventuras creada por el guionista Víctor Mora y el dibujante Fernando Costa para la Editorial Bruguera en 1960.

## Creación y trayectoria editorial
El Cosaco Verde retomó la fórmula que tanto éxito había reportado a Bruguera con El Capitán Trueno (1956) y El Jabato (1958). Víctor Mora la ambientó en Rusia, con un protagonista cosaco al que añadió el adjetivo "verde" para evitar la censura franquista.
Como parte de la Colección Super Aventuras, alcanzó los 144 ejemplares.
En 1994 fue reeditada por Ediciones B. 